# Bob Kane
Bob Kane, geboren als Robert Kahn (New York, 24 oktober 1915 — Los Angeles, 3 november 1998) was een Amerikaans comictekenaar en de geestelijk vader van Batman.

## Jonge jaren
Bob Kane werd op 24 oktober 1915 geboren als Robert Kahn. Hij groeide op in het New Yorkse stadsdeel the Bronx en bezocht De Witt Clinton High School. Op zijn achttiende werd zijn verzoek om zijn naam te mogen veranderen in Bob Kane officieel goedgekeurd. Hij volgde teken- en schilderlessen aan de Cooper Union en in 1934 werd hij als stagiair aangenomen bij de Max Fleischer Studio. Bij Fleischer werkte hij als animator aan diverse tekenfilms. Al snel zag Kane meer mogelijkheden in de wereld van de stripverhalen, in Amerika “comics” genoemd.
De jaren dertig waren het toneel van een zware economische crisis met een grote werkloosheid. Voor veel Amerikanen vormde de film en het stripverhaal een ontsnappingsmogelijkheid uit de rauwe werkelijkheid. De periode tussen 1935 en 1945 zou later bekend worden als de ‘golden age of comics’, de gouden tijd van het stripverhaal. Kane ging ook werken als tekenaar. Aanvankelijk als freelancer voor “Wow, what a magazine!” waarvoor hij de stripserie “Hiram Hick” bedacht. De ‘comic book’ series schoten de grond uit en uitgevers schreeuwden om nieuw materiaal.
Een van de studio’s die veel materiaal aanleverde was Eisner & Iger. In 1937 ging Kane voor deze studio werken en creëerde de strips, “Jest Laffs”, “Pluto” en “Peter Pupp”. Voor de pas gefuseerde uitgeverij National/DC Comics maakte hij in 1938 “Ginger Snap”, “Oscar the Gumshoe” en “Professor Doolittle”. Bij deze strips speelden veelal cartoonachtige figuren de hoofdrol, dat veranderde met “Rusty and his pals”, een strip met een meer realistisch karakter. Zijn scenarist bij “Rusty and his pals” was Bill Finger met wie hij ook “Clip Carson” maakte, ook een avonturenstrip.

## Batman
In 1938 was in de stripboekenserie “Action Comics”, de allereerste echte superheld verschenen, Superman. De strip was een ware sensatie en het publiek vroeg om meer van dit soort superhelden. DC Comics, de uitgeverij van Action Comics, waarvoor Kane al werk had aangeleverd, was naarstig op zoek naar nieuw superheldenmateriaal. Kane kwam met een held die was gekleed als een vleermuis. Hij had hierbij de ornithopter van Leonardo da Vinci voor ogen. (Da Vinci had in een van zijn schetsboeken een tekening gemaakt van een man vastgegespt aan een tuig met gigantische vleermuisvleugels). Kane noemde zijn creatie de “Bat-man”.
In de eerste schetsen zag Batman er uit als een trapezewerker in het circus in een felgekleurd kostuum. Het was Bill Finger die voorstelde om het kakelbonte kostuum van Batman aan te passen. Finger had hierbij een andere stripfiguur voor ogen, The Phantom van Lee Falk. “The Phantom” was een eenzame wreker, een man die met zijn sinistere uitstraling zijn vijanden angst aanjaagt. Ook Batman zou een meer sinistere uitstraling moeten hebben. Finger stelde voor dat Kane meer grijze en zwarte tinten voor Batman zou gebruiken en dat de vleermuisvleugel zouden veranderen in een cape. De bonte kleuren zouden uiteindelijk terugkeren in de kleding van Robin, het hulpje van Batman. Robin is ook niet voor niets een voormalige trapezewerker. Het was ook Finger die voorstelde dat Batman meer zou zijn dan een kille wreker. Hij was verantwoordelijk voor de transformatie van Batman in een soort superdetective. Het grote verschil tussen Batman en Superman was dat Batman geen superkrachten bezat. De laatste moet vertrouwen op zijn eigen spierkracht en intelligentie.
Batman debuteerde in mei 1939 in Detective Comics nummer 27. Alleen Kane werd vermeld als de schepper van de nieuwe held. In latere jaren is er veel controverse geweest over het feit dat Bill Finger nooit een vermelding heeft gehad voor zijn inbreng in de creatie van Batman. Er begon zich een beeld te vormen waarin Kane minder en minder had bijgedragen aan Batman en Finger vrijwel alles had bedacht. In september 1965 schreef Kane hierover een open brief aan Biljo White, redacteur van Batmania. In zijn geschiedenis van Batman had White de rol van Kane zo gekleineerd dat deze zich genoodzaakt zag een en ander recht te zetten. Kane erkende dat Finger een belangrijke rol had gespeeld maar dat zijn rol minder groot was dan White suggereerde.

## Ghosts
Hoe groot de rol van Bill Finger is geweest valt niet meer te achterhalen, beide mannen zijn inmiddels overleden. Zeker is wel dat Kane de strip nooit alleen heeft gemaakt. Finger schreef de meeste scenario’s, terwijl er al snel extra tekenaars werden ingehuurd, zogenaamde “ghosts” . Naast Kane assistent Jerry Robinson, werd ook Dick Sprang aangenomen voor het tekenen, al snel gevolgd door een aantal anoniem gebleven “ghosts”. Finger kreeg assistentie van onder andere Gardner Fox voor de verhalen. Geen van deze mannen werd genoemd bij de ‘credits’ van de strip. Toen Kane in 1943 een dagelijkse krantenstrip over Batman ging maken, werd de serie in de Detective Comics gewoon voortgezet door andere tekenaars. De naam van Bob Kane bleef echter vermeld staan. Kane had hiermee een unieke status. Zijn concurrenten Jerry Siegel en Joe Shuster van “Superman” werden na enige jaren alleen nog maar vermeld als bedenkers van de serie. Kane had een contract met DC Comics dat hen verplichtte hem tot 1964 als enige tekenaar en scenarist te vermelden. In 1946 keerde Bob Kane terug bij de Batman Comics. Hij nam echter zijn eigen ghosttekenaar mee, Lew S. Schwartz. Schwartz zou Batman tekenen tot 1953 en worden opgevolgd door Sheldon Moldoff. Kane zelf bemoeide zich minder en minder direct met de strip.

## Later werk
Kane was inmiddels beroemd geworden als de schepper van Batman. Hij gaf interviews en was te gast op stripbeurzen en op bijeenkomsten van stripliefhebbers. In de jaren vijftig trok hij naar Hollywood en was betrokken bij de creatie van een animatieserie voor de televisie onder de titel “Courageous Cat”. Halverwege de jaren zestig werd hij aangetrokken als consulent voor de opzet van een televisieserie over Batman. De serie kwam uit in 1965 en was een groot succes. Eind jaren zestig kwam Kane met een nieuwe animatieserie, “Cool McCool”. In die tijd exposeerde hij regelmatig zijn schilderijen in diverse galerieën. In de jaren zeventig trok Kane zich geheel terug uit de wereld van de comics. Wel was hij nog als adviseur betrokken bij de Batmanfilms die in de jaren negentig werden uitgebracht. Hij roemde George Clooney als de beste vertolker van Batman. In 1998 werd Kane ziek en overleed na een langdurig ziekbed op 3 november van hetzelfde jaar. In 2015 kreeg hij postuum een ster op de Hollywood Walk of Fame.
- Bibsys: 90617852
- Biblioteca Nacional de España: XX1103066
- Bibliothèque nationale de France: cb14027616v (data)
- Catàleg d'autoritats de noms i títols de Catalunya: 981058608339706706
- Gemeinsame Normdatei: 124141609
- International Standard Name Identifier: 0000 0001 2142 1953
- Library of Congress Control Number: n89105909
- MusicBrainz: 6a760b62-66be-45f9-aab9-b28cc35af952
- Nationale Bibliotheek van Tsjechië: xx0042779
- Nationale Bibliotheek van Israël: 987007404801405171
- Nationale Bibliotheek van Polen: a0000002276102
- Nederlandse Thesaurus van Auteursnamen: 074545094
- Réseau des bibliothèques de Suisse occidentale: 02-A003440812
- RKD-Nederlands Instituut voor Kunstgeschiedenis: 227091
- SNAC: w6cn99wk
- Système universitaire de documentation: 086261614
- Union List of Artist Names: 500128947
- Virtual International Authority File: 85570423
- WorldCat: E39PBJvmH8C67BRDkbr38fQXh3